# Xenodochium

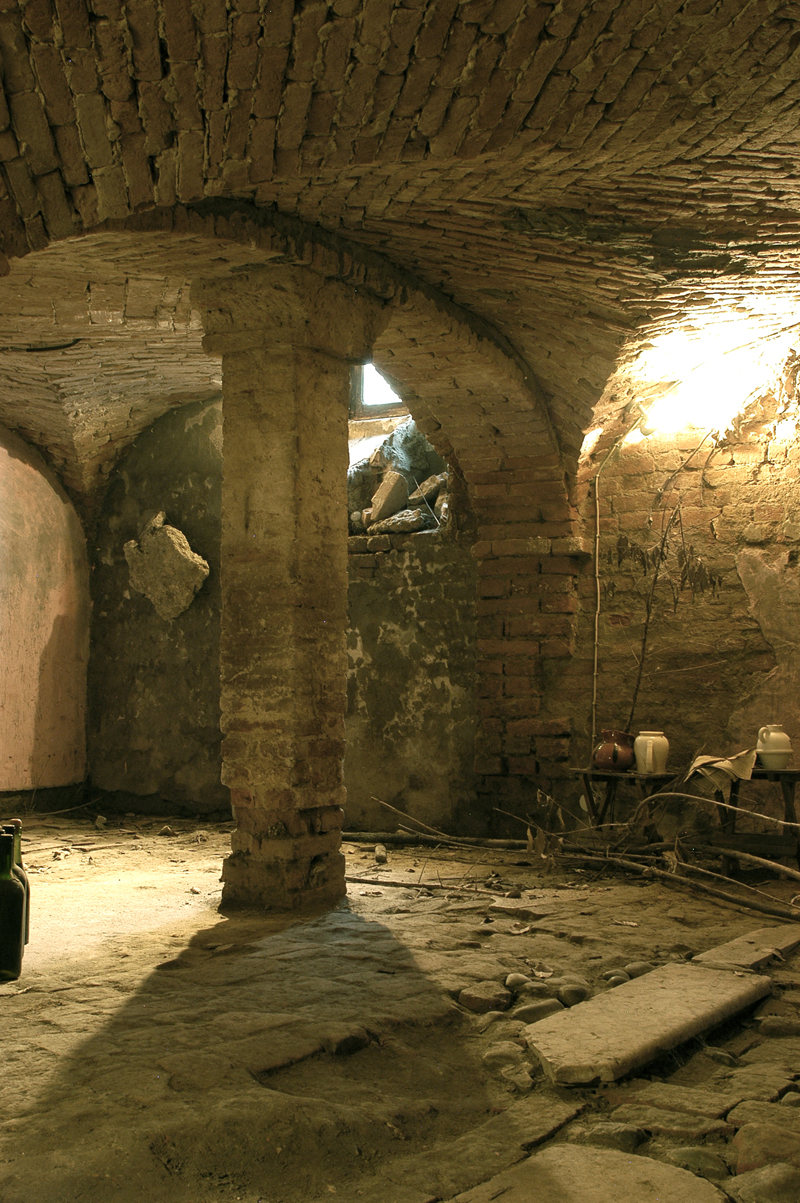
Xenodochium de Calendasco, Provincia de Piacenza, Italia

En la Alta Edad Media, un xenodochium o xenodochion (del griego antiguo ξενοδοχεῖον, xenodokheîon o xenodocheion; lugar para extranjeros, posada, hospicio) era un hospicio u hospital, generalmente destinado a extranjeros o peregrinos, aunque el término podía referirse a instituciones benéficas en general. El xenodochium era una institución de la Iglesia que apareció por primera vez en el mundo bizantino. El xenodochium era una institución más común que otras de naturaleza más específica, como el gerocomium (del griego γεροντοκομεῖον, gerontokomeîon; lugar para los ancianos), nosocomium (del griego νοσοκομεῖον, nosokomeîon; lugar para los enfermos) o el orphanotrophium (para huérfanos). Un hospital para las víctimas de la plaga se llamaba xenodochium pestiferorum (hospicio de los portadores de la plaga).